# Armbrusterit
Das Mineral Armbrusterit ist ein sehr selten vorkommendes Schichtsilikat mit der chemischen Zusammensetzung K5Na6Mn3+Mn142+[Si9O22]4(OH)10·4H2O. Es kristallisiert im monoklinen Kristallsystem und konnte bisher nur in Form winziger, durchscheinender und rötlichbrauner Kristalle von unter einem Millimeter Größe entdeckt werden.

## Etymologie und Geschichte
Erstmals entdeckt wurde Armbrusterit 2005 am Berg Kukiswumtschorr in den Chibinen (englisch: Khibiny massif) auf der russischen Halbinsel Kola. Analysiert und beschrieben wurde das Mineral durch ein Forscherteam, bestehend aus den Mineralogen und Geologen Victor N. Yakovenchuk, Sergey V. Krivovichev, Yakov A. Pakhomovsky, Gregory Yu. Ivanyuk, Ekaterina A. Selivanova, Yury P. Menʼshikov und Sergey N. Britvin, die es nach dem Berner Mineralogen Thomas Armbruster benannten, um dessen herausragenden Beiträge zur strukturellen Mineralogie und Kristallographie, besonders der Studie manganreicher Minerale, sowie dessen stete Bemühungen um eine bessere Zusammenarbeit mit der ehemaligen Sowjetunion.
Als eigenständiges Mineral anerkannt wurde Armbrusterit von der International Mineralogical Association (IMA) noch im selben Jahr unter der internen Eingangsnummer (IMA)2005-035.

## Klassifikation
Da der Armbrusterit erst 2005 entdeckt und anerkannt wurde, ist er in der seit 2001 veralteten Systematik der Minerale nach Strunz (8. Auflage) nicht aufgeführt. Einzig im 2008 erschienen „Lapis-Mineralienverzeichnis“, das sich aus Rücksicht auf private Sammler und institutionelle Sammlungen noch nach der klassischen Systematik von Karl Hugo Strunz richtet, erhielt das Mineral die System-Nr. VIII/H.17-55.
Die seit 2001 gültige und von der IMA verwendete 9. Auflage der Strunz’schen Mineralsystematik ordnet den Armbrusterit in die Klasse der „Silikate und Germanate“ und dort in die Abteilung der „Schichtsilikate (Phyllosilikate)“ ein. Diese Abteilung ist weiter unterteilt nach der Art der Kristallstruktur, so dass das Mineral entsprechend seinem Aufbau in der Unterabteilung „Schichtsilikate (Phyllosilikate) mit Doppelnetzen und Sechsfach-Ringen“ zu finden ist, wo es als einziges Mitglied die unbenannte Gruppe 9.EG.65 bildet.
Die vorwiegend im englischen Sprachraum gebräuchliche Systematik der Minerale nach Dana ordnet den Armbrusterit ebenfalls in die Klasse der „Silikate und Germanate“ und dort in die Abteilung der „Schichtsilikate mit modulierten Lagen“ ein. Hier ist er zusammen mit Parsettensit in der unbenannten Gruppe 74.01.03 innerhalb der Unterabteilung „Schichtsilikate: modulierte Lagen mit verbundenen Inseln“ zu finden.

## Kristallstruktur
Armbrusterit kristallisiert monoklin in der Raumgruppe C2/m (Raumgruppen-Nr. 12) mit den Gitterparametern a = 17,333 Å; b = 23,539 Å; c = 13.4895 Å und β = 115,069° sowie 2 Formeleinheiten pro Elementarzelle.

## Bildung und Fundorte
Armbrusterit bildet sich in Cancrinit-Aegirin-Mikroklin-Adern zusammen mit Urtit und in enger Verbindung mit Rait.
Bisher konnte Armbrusterit nur an seiner Typlokalität Kukiswumtschorr in Russland und in Gesteinsproben aus dem Bohrloch „AKH49“ nahe Dingleton (ehemals Sishen) in der südafrikanischen Provinz Nordkap gefunden werden.